# Dein Lieblingsalbum
Dein Lieblingsalbum – debiutancki album niemieckiej, hip-hopowej grupy Deine Lieblings Rapper.

## Lista utworów
1. Intro – 0:09
2. Deine Lieblings Rapper – 3:44
3. Mit Stil – 3:25
4. Und du? – 3:08
5. Es geht ab yo (feat. Bintia) – 4:04
6. Gib mir die Flasche (feat. Alpa Gun & MJ) – 4:36
7. Sing für uns – 4:01
8. Die da!? – 3:44
9. Mein Schatz – 3:51
10. Sommer in meinem Block (feat. Bintia) – 3:40
11. Dreckssau (feat. J-Luv) – 3:52
12. Kling wie du (feat. Nino Garris) – 3:09
13. Der Shit – 3:11
14. Die Sekte und SRK (feat. B-Tight, Said, Alpa Gun, MJ, Tony D & MOK) – 5:27
15. Peter Frade (feat. J-Luv) – 4:48
16. 16 Sachen – 4:25
17. Kein Hunger mehr – 3:39
18. Wir bewahren die Haltung – 4:31
19. Steh wieder auf – 3:49
20. Fertig – 0:42